# Santiago Herrero Amor
Santiago Herrero Amor es un exfutbolista profesional de fútbol sala, que actualmente entrena a AD Sala 10 de la Liga Nacional de Fútbol Sala.

## Biografía
Empezó su trayectoria en el fútbol profesional en el Sego Zaragoza de su ciudad origen, escuadra con la que conquistó la Copa de España en el año 1993 y dos temporadas después la División de Honor, torneo en el que fue premiado como mejor jugador. Posteriormente, recaló en el CLM Talavera con quienes volvió a alzar el título de liga y alcanzó el Campeonato de Europa de clubes, máxima competición continental en ese momento. Finalmente regresó a su Zaragoza natal, pero esta vez al Sala 10 donde abandonaría las pistas en el año 2007. Tras su retirada como jugador, tomó el puesto de director deportivo en el mismo club, figura que cambiaría por la de entrenador en verano de 2008, consiguiendo el retorno a la máxima competición liguera en su primera temporada, tras el descenso del equipo el año anterior. En 2013 se vio obligado a abandonar el banquillo aragonés por incompatibilidades laborales, aunque en 2016 volvió a dirigir al conjunto maño sustituyendo a Quique Soto.
A nivel internacional vistió la camiseta del combinado nacional en 60 ocasiones, con la que logró ganar la primera Copa Mundial en el año 2000, después de llegar a la final cuatro años antes. Su palmarés internacional lo cierra la Eurocopa del año 2001.

## Palmarés

### Nacional
- Primera División de fútbol sala: 2 (1994/95, 1996/97)
- Copa de España de fútbol sala: 1 (1993)
- MVP de la Primera División de fútbol sala: 1 (1994/95)

### Internacional
- Campeonato de Europa de Clubes de fútbol sala: 1 (1997/98)
- Copa Mundial de fútbol sala de la FIFA: 1 (2000)
- Eurocopa de fútbol sala: 1 (2001)